# À titre posthume (film)
Pour les articles homonymes, voir Posthume.

À titre posthume est un téléfilm français de Paul Vecchiali, sorti en 1986.

## Synopsis
Un jeune policier recherche les assassins de sa sœur toxicomane. Alors qu'il mène ses investigations, les criminels parviennent à le faire accuser de meurtre.

## Fiche technique
- Titre : À titre posthume
- Réalisation : Paul Vecchiali
- Scénario : Christian Zerbib
- Date de sortie : 1986
- Film français
- Format image : 16mm - couleur
- Durée : 85 minutes

## Distribution
- Stéphane Jobert
- Marie Dubois
- Marianne Basler
- Pierre Santini
- Patrick Fierry
- Régine Benedetti
- Michel Delahaye
- Pascal Guiomar
- Frédéric Norbert